# موزه دبی
موزهٔ دبی به عربی ( متحف دبي ) یکی از معالم بارز و تاریخی و جاذبهٔ گردشگری شهر دبی و یکی از نقاط دیدنی امارات متحدهٔ عربی است که سالیانه تعداد زیادی از گردشگران از مناطق داخل و خارج
امارات به سویش می‌شتابند.
«موزهٔ دبی» یکی از دیدنی‌های مهم این شهر است. در این موزه، مدل‌های زنده، نماهای زندگی روزمرهٔ مردم قدیم امارات را به تصویر می‌کشند. یک بازار شلوغ، یک مدرسهٔ اسلامی، زندگی بیابان‌نشینی در شب و زندگی ماهیگیران از جملهٔ این نماها می‌باشند.

## افتتاح موزه دبی
این موزه در سال ۱۹۷۱ در داخل قلعه‌ای بنام قلعه فهیدی دائر گردیده‌است. این قلعه در سال ۱۷۸۷میلادی برای محافظت از شهر در برابر دشمنان بنا گردیده‌است. از آنجا که این بنا قدیمی‌ترین ساختمان شهر بوده، مدت‌ها از آن برای سکونت حاکمان وقت دبی و مقر حکومتی استفاده می‌شده‌است تا اینکه در سال ۱۹۷۰ جهت استفاده موزه بازسازی گردید.

## افزایش موزه در سال ۱۹۹۵
افزایش و استقرار سایر اتاق‌ها و نگارخانه‌های موزه در سال ۱۹۹۵ صورت گرفت. تصاویر رنگی و جذاب، همراه با مدل‌های زنده، صدا و جلوه‌های ویزه به صورت کاملاً روشن زندگی مردم را قبل از کشف نفت در این منطقه به نمایش در می‌آورد. نگارخانه‌ها نیز تصاویری از خور دبی، خانه‌های عربی قدیمی، مساجد، بازارها، باغ‌های خرما، زندگی ساحل نشینان و بیابان نشینی را به نمایش گذاشته‌اند. یکی از زیباترین این تصاویر، تصویر مربوط به استخراج مروارید از اعماق آب دریا می‌باشد که در آن چند تاجر مروارید، سنگ‌های وزنه، ترازو و غربال مخصوص این کار دیده می‌شوند. این قلعه در نوع خود، یک موزه نظامی سحرآمیز نیز می‌باشد. در این موزه مجموعه جالبی از اقلام تاریخی از جنس مس، مرمر سفید و مصنوعات سفالی پیدا شده در قبرهایی متعلق به حدود ۴۰۰۰ سال پیش در معرض دید عموم قرارداده شده‌است. باستان شناسان در سال‌های اخیر موفق به بیرون آوردن صدها نمونه مصنوعات دست ساز از قبیل ظروف سفالی، اسلحه‌ها و سکه‌های متعلق به هزاره سوم قبل از میلاد مسیح (ع) از دل خاک شده‌اند. این کشفیات اکنون در بخش باستان‌شناسی موزه نگهداری می‌شوند. ساعات بازدید از موزه: ۳۰/۸صبح تا ۳۰/۷ عصر (شنبه تا پنج شنبه) جمعه‌ها: ۲ بعد از ظهر تا ۳۰/۷ عصر است.